# Tenés Empanadas Graciela
Pour les articles homonymes, voir TEG.
 (octobre 2019).
Si vous disposez d'ouvrages ou d'articles de référence ou si vous connaissez des sites web de qualité traitant du thème abordé ici, merci de compléter l'article en donnant les références utiles à sa vérifiabilité et en les liant à la section « Notes et références ».
Tenés Empanadas Graciela (abrégé en TEG) est un jeu vidéo développé depuis 1996 par l'argentin Ricardo Calixto Quesada. Il s'agit d'un clone du jeu de société argentin TEG (Tácticas y Estrategias de Guerra), qui est lui-même une copie du jeu Risk, dont il diffère cependant sur quelques règles.
C'est un logiciel libre (distribué sous licence GNU GPL) dans lequel les joueurs s'affrontent au tour par tour avec leurs armées pour prendre le contrôle de certaines régions, voire du monde entier suivant les objectifs attribués en début de partie. La victoire dépend non seulement de l'habileté tactique du joueur, mais également d'un peu de chance aux dés.
Doté de graphismes attrayants, le jeu est parfaitement jouable, que ce soit seul contre un ou plusieurs robots gérés par l'ordinateur, ou en réseau contre d'autres joueurs, voire sur Internet puisqu'il peut être utilisé via GGZ Gaming Zone et qu'il offre un système de chat. Le jeu est disponible dans de nombreuses langues, dont l'allemand, l'anglais, l'espagnol, le français, et le polonais, et il existe de nombreux thèmes permettant de personnaliser l'aspect du plateau.
Tenés Empanadas Graciela a été écrit en langage C en utilisant les bibliothèques GTK+/GNOME et est publié sous la licence Publique Générale de GNU (GPL).